# Zhang Tianfu
 (août 2020).
Zhang Tianfu (Chinois: 張天福; pinyin: Zhāng Tiānfú; Wade–Giles: Chang T'ien-fu, 21 septembre 1910 – 4 juin 2017), était un agronome chinois et expert en processus de transformation du thé, connu pour sa promotion du thé oolong. Il était aussi fin connaisseur en thé.

## Biographie
Zhang est né dans une famille chrétienne le 21 septembre (le 18e jour du 8e mois lunaire), en 1910. Ses parents étaient tous deux médecins et travaillaient dans une mission hospitalière à Shanghai. En 1911, la famille déménage à Fuzhou, Fujian. Il est envoyé dans une école primaire privée locale à 7 ans, et est admis comme élève du lycée Ko-Chih (en) à 13 ans. Malgré les réticences de son père, Zhang se fait transférer à Shanghai, où il suit sa dernière année de lycée. Rapidement après il est admis à l'Université chrétienne du Fukien. Au terme de sa première année il est transféré à la Faculté d'Agriculture de l'Université de Nankin.
Après son diplôme, Zhang revient à l'Université chrétienne du Fukien en tant que maître de conférence. Avec le soutien de l'université, il étudie la culture et le traitement du thé au Japon puis à Taiwan sous domination japonaise entre 1934 et 1935. Ensuite, il fonde et dirige un lycée professionnel agricole parallèlement à un site du culture intensive à Fu'an. En 1936, il introduit les machines de traitement depuis le Japon, facilitant l'automatisation de l'industrie locale du thé. De 1942 à 1944, il reprend son enseignement à l'Université chrétienne du Fukien. Il prend alors la direction en chef de l'Institut National de recherche sur le thé dans le district de Chong'an.

## Vie privée
Durant les années 1950, Zhang a été transféré à Fuzhou. Il fut désigné comme étant à l'origine du mouvement anti-droitiste et exilé en conséquence à Chong'an en 1962. La Révolution Culturelle a suivi, et Zhang fut exilé à Shouning. En dépit de cet exil, Zhang a poursuivi ses recherches scientifiques. Il a été réhabilité en 1980. Il a achevé une monographie sur le oolong dans les années 1990.
La première épouse de Zhang est décédée au début des années 1990. Il a épousé une acrobate, Zhang Xiaohong, en février 2010.